# Couto de Magalhães
Couto de Magalhães är en kommun i Brasilien.   Den ligger i delstaten Tocantins, i den centrala delen av landet, 800 km norr om huvudstaden Brasília. Antalet invånare är 5 009.
Omgivningarna runt Couto de Magalhães är huvudsakligen savann. Runt Couto de Magalhães är det mycket glesbefolkat, med 2 invånare per kvadratkilometer.